# Чайкино (Черноморский район)
Ча́йкино (до 1948 года Карла́в Тата́рский; укр. Чайкине, крымскотат. Tatar Qarlav, Татар Къарлав) — исчезнувшее село в Черноморском районе Республики Крым, располагавшееся на севере района, в степной части Крыма, примерно в полутора километрах юго-западнее современного села Зайцево.

### Динамика численности населения
| - 1864 год — 31 чел. - 1889 год — 139 чел. - 1892 год — 68 чел. - 1900 год — 183 чел. | - 1915 год — 80/19 чел. - 1926 год — 141 чел. - 1939 год — 166 чел. |

## История
Первое документальное упоминание села встречается в Камеральном Описании Крыма… 1784 года, судя по которому, в последний период Крымского ханства Кыр Лар входил в Тарханский кадылык Козловскаго каймаканства.
Видимо, во время присоединения Крыма к России население деревни выехало в Турцию, поскольку в ревизских документах конца XVIII — первой половины XIX веков не встречается. После создания 8 (20) октября 1802 года Таврической губернии, Карлав территориально находился в составе Яшпетской волости Евпаторийского уезда.
Военные топографы, в свою очередь, отмечали брошенное поселение на картах и в 1817 году деревня Карлав обозначена пустующей, нет её и в «Ведомости о казённых волостях Таврической губернии 1829 года». На карте 1836 года в деревне 10 дворов, а на карте 1842 года Карлав обозначен уже условным знаком «малая деревня», то есть, менее 5 дворов.
В 1860-х годах, после земской реформы Александра II, деревню приписали к Курман-Аджинской волости. Согласно «Памятной книжке Таврической губернии за 1867 год», деревня Карлав была вновь покинута жителями в 1860—1864 годах, в результате эмиграции крымских татар, особенно массовой после Крымской войны 1853—1856 годов, в Турцию и стояла без новых поселенцев, а жили местные татары. В «Списке населённых мест Таврической губернии по сведениям 1864 года», составленном по результатам VIII ревизии 1864 года, Карлав — владельческая татарская деревня, с 6 дворами, 31 жителем и мечетью при колодцах. По обследованиям профессора А. Н. Козловского 1867 года, вода в колодцах деревни Карлов была солоноватая, а их глубина колебалась от 5 до 10 саженей (от 10 до 21 м). На трехверстовой карте Шуберта 1865—1876 года в деревне Карлав обозначено 10 дворов. В «Памятной книге Таврической губернии 1889 года», по результатам Х ревизии 1887 года, в деревне Карнав числилось 24 двора и 139 жителей. Согласно «…Памятной книжке Таврической губернии на 1892 год», в деревне Карлав, входившей в Карлавский участок, было 68 жителей в 13 домохозяйствах.
Земская реформа 1890-х годов в Евпаторийском уезде прошла позже остальных, в результате Карлав приписали к Кунанской волости.
По «…Памятной книжке Таврической губернии на 1900 год» в деревне числилось 183 жителя в 27 дворах. По Статистическому справочнику Таврической губернии. Ч.II-я. Статистический очерк, выпуск пятый Евпаторийский уезд, 1915 год, во частновладельческой деревне Карлав Кунанской волости Евпаторийского уезда числились 17 дворов (5 дворов с землёй, 12 — безземельные) с татарским населением в количестве 80 человек приписных жителей и 19 — «посторонних», из которых 52 мужчины и 77 женщин. Жители владели 700 десятинами удобной земли. В хозяйствах имелось 48 лошадей, 32 вола, 17 коров и 1200 голов мелкого скота.
После установления в Крыму Советской власти, по постановлению Крымревкома от 8 января 1921 года № 206 «Об изменении административных границ» была упразднена волостная система и образован Евпаторийский уезд, в котором создан Ак-Мечетский район и село вошло в его состав, а в 1922 году уезды получили название округов. 11 октября 1923 года, согласно постановлению ВЦИК, в административное деление Крымской АССР были внесены изменения, в результате которых округа были отменены, Ак-Мечетский район упразднён и село вошло в состав Евпаторийского района. Согласно Списку населённых пунктов Крымской АССР по Всесоюзной переписи 17 декабря 1926 года, в селе Карлав (татарский), Керлеутского сельсовета Евпаторийского района, числилось 28 дворов, все крестьянские, население составляло 141 человек, из них 86 русских и 55 татар. По постановлению КрымЦИКа от 30 октября 1930 года «О реорганизации сети районов Крымской АССР», был восстановлен Ак-Мечетский район (по другим данным 15 сентября 1931 года) и село вновь включили в его состав. По данным всесоюзной переписи населения 1939 года в селе проживало 166 человек.
В 1944 году, после освобождения Крыма от фашистов, согласно Постановлению ГКО № 5859 от 11 мая 1944 года, 18 мая крымские татары были депортированы в Среднюю Азию — из Карлава выселены 44 семьи.
С 25 июня 1946 года Карлав в составе Крымской области РСФСР. Указом Президиума Верховного Совета РСФСР от 18 мая 1948 года село, как Карлав татарский, переименовали в Чайкино. 26 апреля 1954 года Крымская область была передана из состава РСФСР в состав УССР. С начала 1950-х годов, в ходе второй волны переселения (в свете постановления № ГОКО-6372с «О переселении колхозников в районы Крыма»), в Черноморский район приезжали переселенцы из различных областей Украины Время включения в состав Межводненского сельсовета пока не установлено: на 15 июня 1960 года посёлок Чайкино уже числился в его составе. Ликвидировано в период между 1968 годом, когда селение ещё числилось в составе Межводненского сельского совета и 1977-м, когда Чайкино уже числилось в списке упразднённых.